# 廣福橋

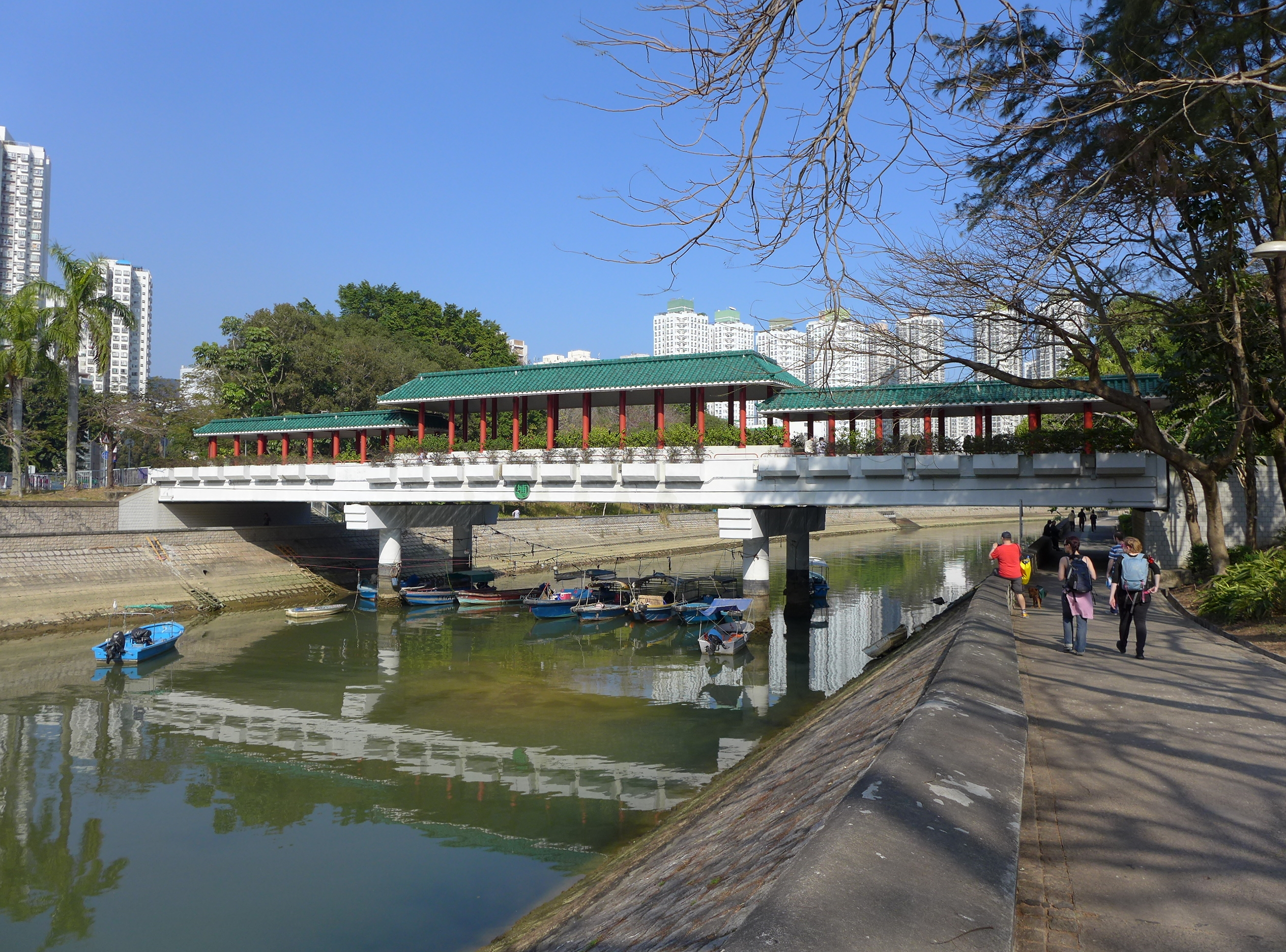
第三代中國式廣福橋

廣福橋（英語：Kwong Fuk Bridge），是香港橋樑之一，跨越大埔林村河之上，連接大埔南的廣福道與北的汀角路。1957年7月26日刊憲時名稱為廣福新橋，2014年8月15日除名。

## 歷史
光緒十八年（1892年）大埔七約在大埔舊墟隔林村河另設太和市，鄉民商旅往返兩岸極為不便，須花費二文錢乘橫水渡才可過河。泰亨約文湛泉倡議集資興建橫跨兩岸的的橋樑，橋躉以石疊砌，而橋面用長形石板鋪砌，於光緒廿二年（1896年）落成竣工，取名「廣福橋」，並立碑於文武二帝廟內。興建了廣福橋以後，大埔七約掌握通往大埔的交通主導權，使太和市的實力日漸凌駕在大埔舊墟之上。
英國於1898年根據《展拓香港界址專條》租借新界後，於廣福橋側建築可容納一輛大車經過的行車橋樑。直到1957年，香港政府再將行車橋樑擴闊，重修橋躉，使廣福橋成為一條雙線行車的道路。
1986年，港府將整座橋樑拆除，改由寶鄉街另建雙程雙線行車天橋（即寶鄉橋）連接南北兩岸。原址改建成一條只供行人及單車使用的紅柱綠瓦行人橋，並保留舊橋拆下來的石欄杆、石躉裝飾其間。其後陸續修建外型類同的「錦石橋」、「錦和橋」和「太和橋」橫跨林村河兩岸。

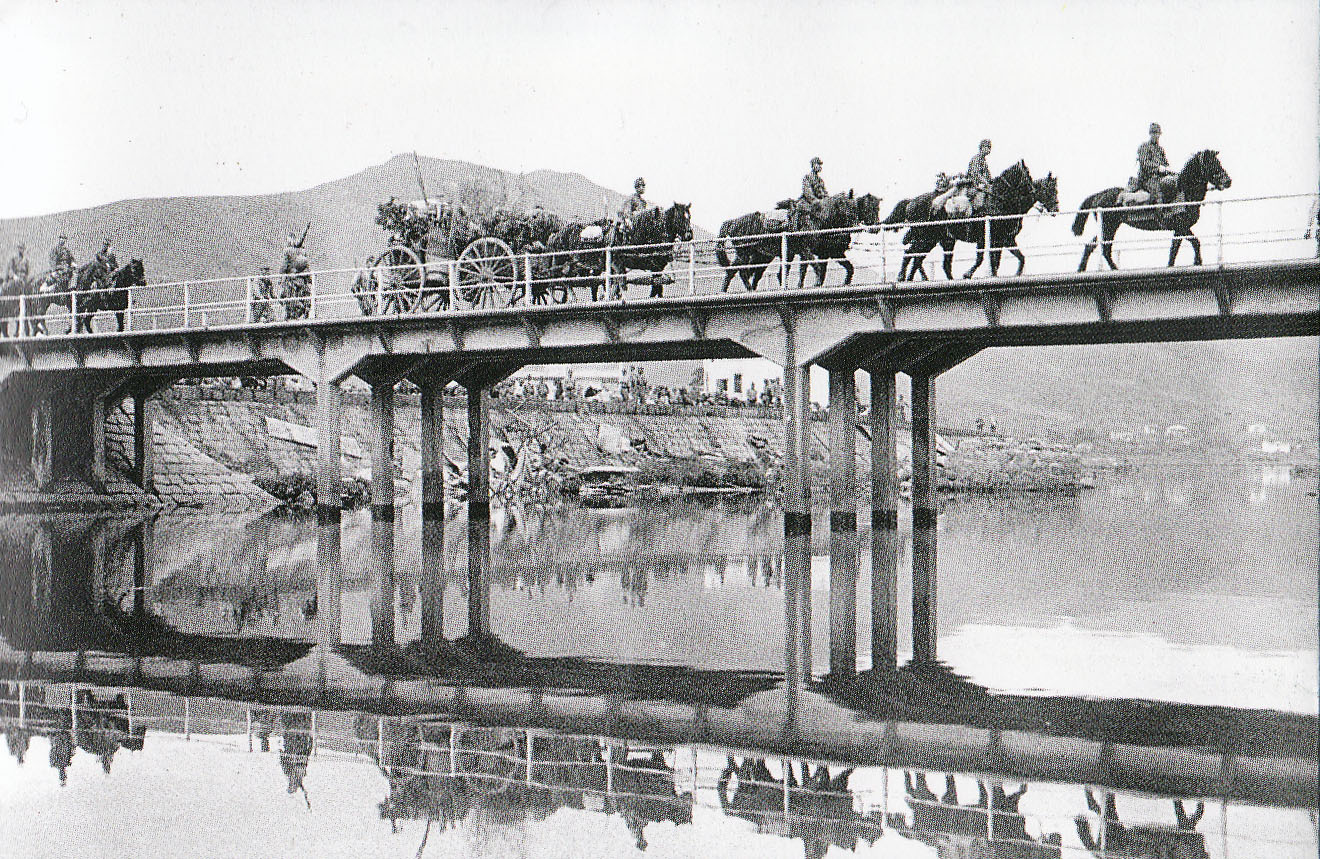
1941年香港保衞戰，日軍炮兵聯隊經廣福橋橫渡林村河
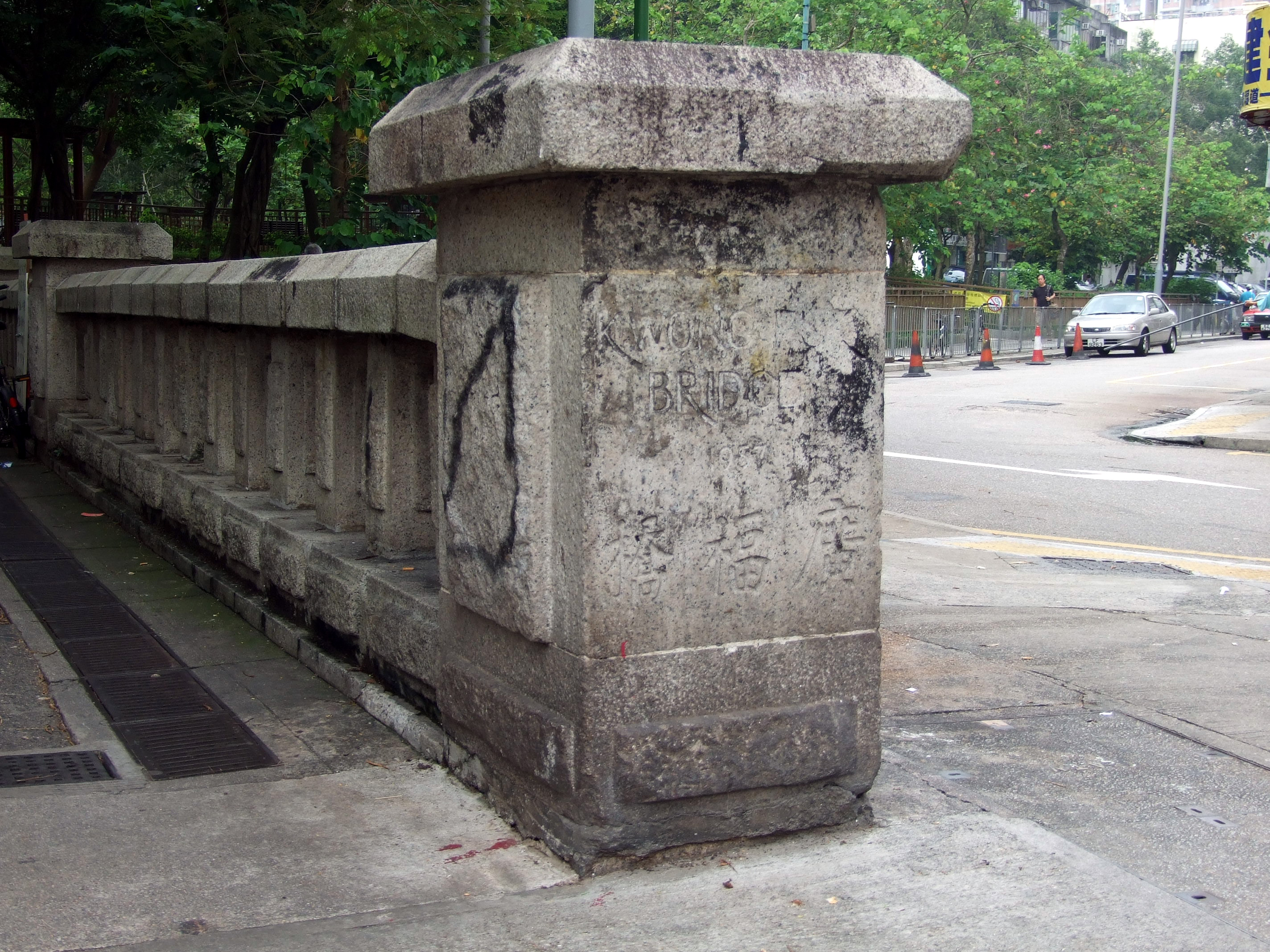
1948年重修的橋頭石
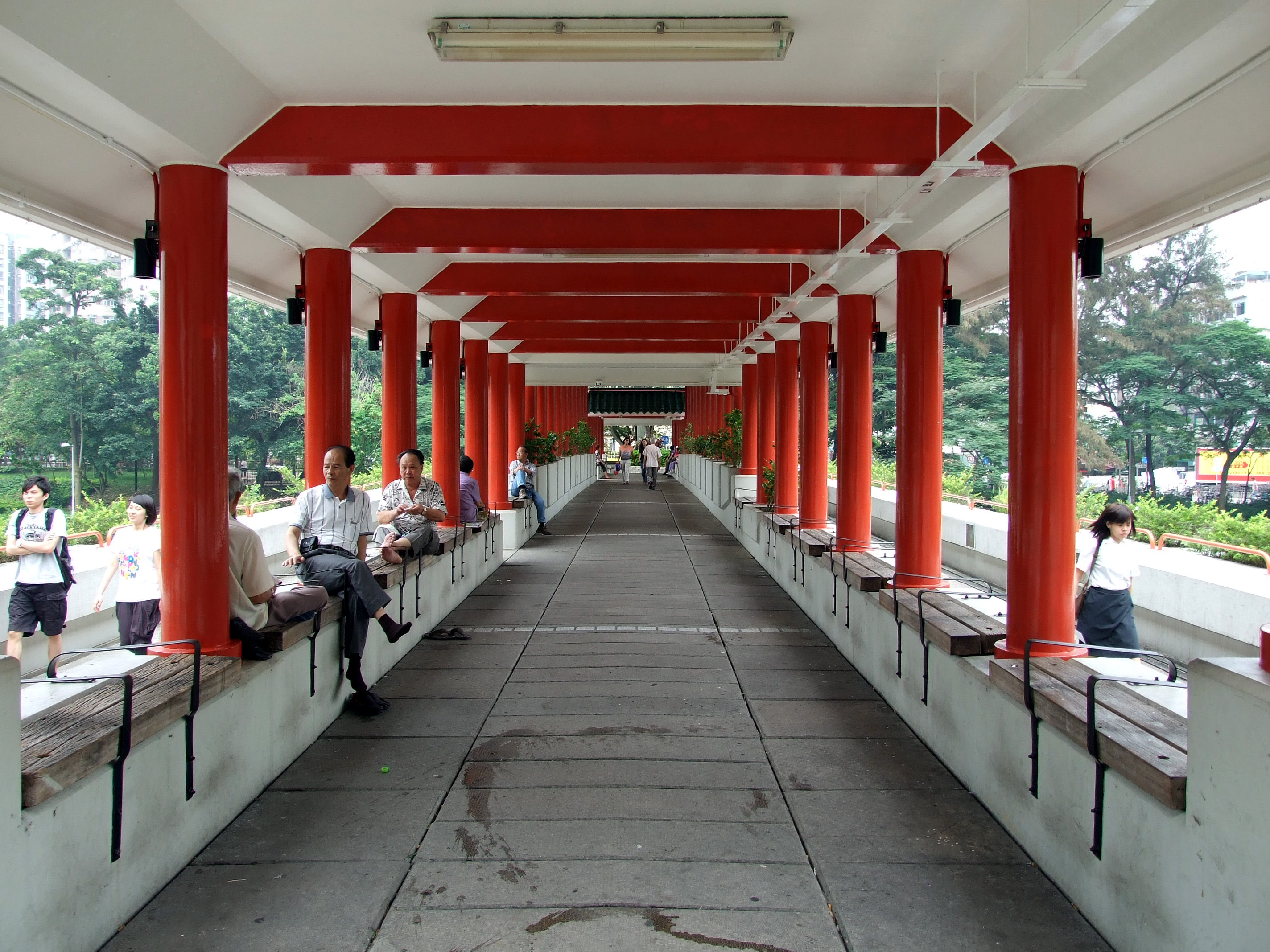
橋面有蓋部分
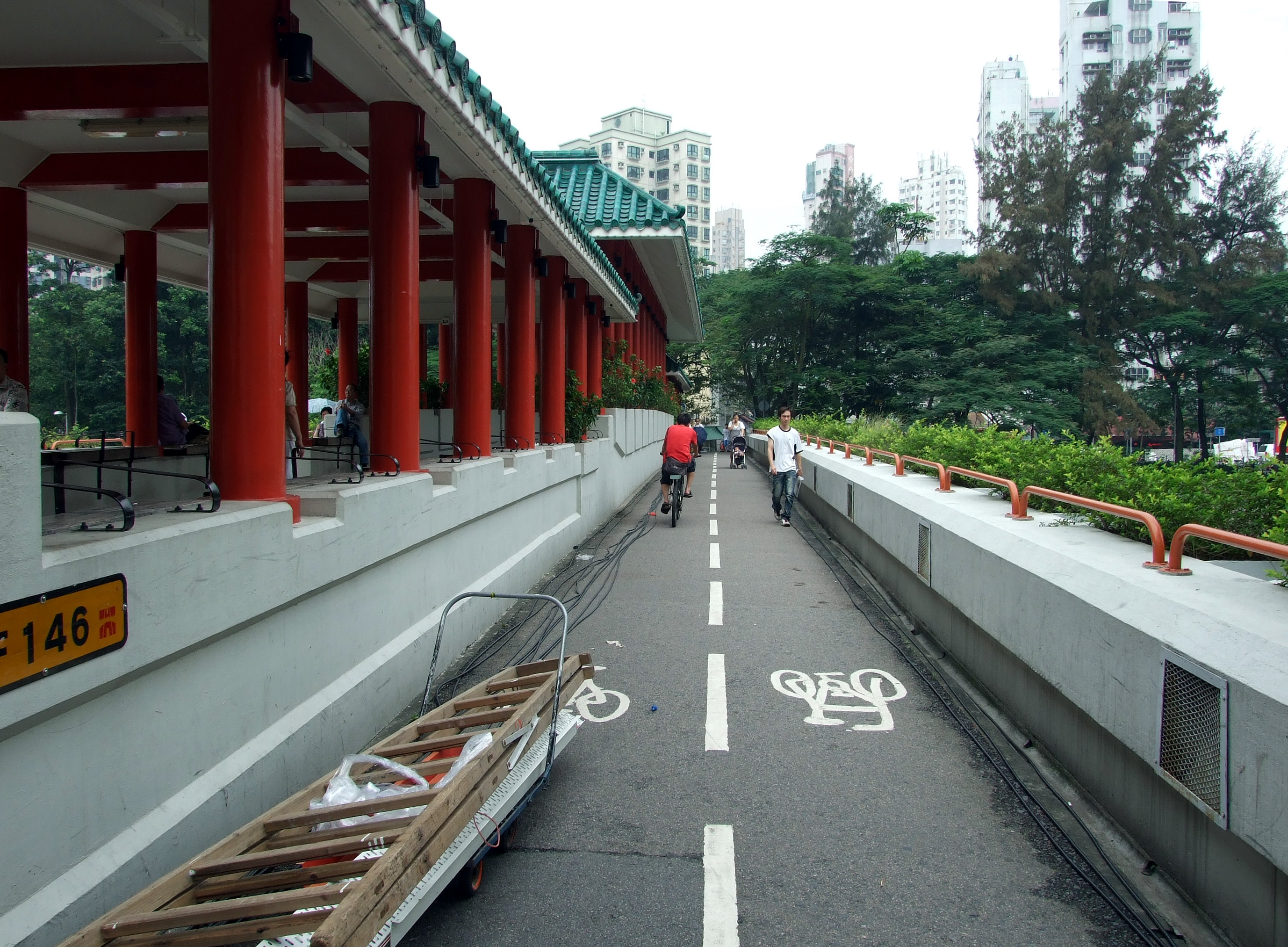
橋面單車徑

## 註腳
1. ↑   (PDF). 地政總署. 2014-08-15  [2022-12-26]. （原始内容存档 (PDF)于2022-12-26）.
2. ↑  初建於清光緒廿二年歷經滄桑 大埔廣福橋昨啟用 供單車及行人來往 重建新橋富中國色彩美奐美侖. 華僑日報. 1987-12-21. 第一張第三頁.

## 外部連結
- 大埔區文物徑簡介[永久]
- 視覺記憶檔案－第二代廣福橋 （页面存档备份，存于）
- 日軍過廣福橋進佔大埔墟[永久]
- 41年香港沦陷纪实照[永久]
- 大埔墟 （页面存档备份，存于）
- 大埔區簡史